# Cibotium nealiae
Cibotium nealiae är en ormbunkeart som beskrevs av Degen. Cibotium nealiae ingår i släktet Cibotium och familjen Cibotiaceae. Inga underarter finns listade.